# Perth (Dakota Północna)
Perth – miasto w Towner w Dakocie Północnej w Stanach Zjednoczonych. Zostało założone w 1897 roku. W latach 1898–1904 w mieście wydawano gazetę "Perth Journal".